# Pýthion
Pýthion, en grec ancien : Πύθιον, Pythium ou Pýthoion (Πύθοιον), est une polis de la Perrhébie, en Thessalie antique.
Son emplacement se trouve au pied du mont Olympe. Elle forme la communauté de Tripolis, c'est-à-dire en français : trois polis/cités, avec les localités voisines d'Azorus et de Doliché.
Pýthion tire son nom d'un temple d'Apollon Pythien situé sur l'un des sommets de l'Olympe, comme l'indique une épigramme de Xeinagoras, un mathématicien grec, qui a mesuré la hauteur de l'Olympe depuis ces lieux. 
Des jeux sportifs, appelés Pythia (Πύθεια), y étaient organisés en l'honneur des dieux de l'Olympe et d'Apollon.
Le site de la localité antique est situé à proximité du village de Pýthio (Lárissa).